# Niels Larsen
Niels Hansen Ditlev Larsen (ur. 21 listopada 1889 w Horsens, zm. 15 listopada 1969 w Otterup) – duński strzelec, multimedalista olimpijski i multimedalista mistrzostw świata. Ojciec Uffe Schultza Larsena i zięć Hansa Schultza (również strzelców).

## Biografia
Larsen wcześnie podjął treningi strzeleckie, rozpoczął je w wieku 14 lat. Talent Larsena dostrzegł Hans Schulz, jego przyszły teść, który posiadał sklep z bronią w Otterup. Larsen został zatrudniony przez Schulza w 1910 roku. W 1917 roku zostali partnerami biznesowymi, a w 1919 utworzyli fabrykę broni o nazwie Schultz & Larsen.
W 1916 roku Larsen ożenił się z córką Schultza Ellen. Ich syn Uffe Schultz również został strzelcem i pracował w firmie Schultz & Larsen.

## Wyniki sportowe
Na igrzyskach olimpijskich, Larsen wystąpił trzykrotnie (IO 1912, IO 1920, IO 1924), startując przynajmniej w 16 konkurencjach. W Sztokholmie wywalczył dwa brązowe medale w strzelaniu z karabinu dowolnego w trzech postawach (zarówno indywidualnie, jak i drużynowo). W Antwerpii w 1920 roku również dwukrotnie stawał na podium, tym razem zdobywając swoje pierwsze mistrzostwo olimpijskie (karabin wojskowy stojąc, 300 m, drużynowo). W drużynowym strzelaniu z karabinu dowolnego, podobnie jak przed ośmioma laty, wywalczył krążek olimpijski, tym razem srebrny. Ostatnie olimpijskie trofeum zdobył w Paryżu w 1924 (brąz w karabinie dowolnym leżąc).
Larsen jest sześciokrotnym medalistą mistrzostw świata. Zdobywał je na pięciu mistrzostwach, po raz pierwszy w 1914 roku (karabin wojskowy stojąc z 300 m). Poza tym osiągnął następujące medalowe wyniki:
- 1922 – 3. miejsce (karabin dowolny, trzy postawy, 300 m, drużynowo),
- 1925 – dwukrotnie 3. miejsce (karabin wojskowy klęcząc z 300 m, oraz karabin dowolny, trzy postawy, 300 m, drużynowo),
- 1930 – dwukrotnie 3. miejsce (karabin wojskowy klęcząc z 300 m, oraz karabin dowolny, trzy postawy, 300 m, drużynowo),
- 1931 – 2. miejsce (karabin małokalibrowy stojąc, 50 m, drużynowo).